# Schacht (bouwkunde)
Een schacht is een verticale open verbinding binnen een gebouw.
Een schacht wordt gebruikt om leidingen (in het bijzonder gas- en waterleidingen) en kabels te herbergen. Bij een lift maakt men eveneens gebruik van een schacht (de liftschacht). Een schacht is meer dan een stel open gaten bovenelkaar: de zijkanten van een schacht zijn voorzien van een wandconstructie of een muur.
Ook een schoorsteen kan als een schacht worden gezien.